# Mid/Side
Mid/Side, M/S – technika służąca do realizacji nagrań, masteringu lub przesyłania sygnału np. w radiu.
Polega na rozdzieleniu stereofonicznego sygnału (L, R) na dwie składowe:
1. Mid – sygnał środkowy (L+R), w którym znajdują się sygnały wspólne dla obu kanałów, umieszczone w środku panoramy. W przypadku nagrań muzycznych zazwyczaj są to: stopa, bas i główny wokal.
2. Side – sygnał boczny (L-R), w którym pojawiają się sygnały różnicowe. Zazwyczaj są to pogłosy i inne „szeroko” brzmiące dźwięki.

Technika ta pozwala np. na:
- utrzymanie kompatybilności ze starszymi monofonicznymi odbiornikami UKF FM,
- uzyskanie większej kompresji przy sygnałach, w których oba kanały przyjmują podobne wartości.